# Spanish (race caprine)
La spanish ou spanish goat est une race de chèvre nord-américaine. Elle est aussi nommée bush goat ou encore scrub goat.

## Origine
Cette race provient de chèvre apportées au Mexique ou Texas. Elles provenaient des Caraïbes et étaient d'origine espagnole. Une étude de leur ADN a démontré une origine ibérique. Le mode d'élevage extensif a forgé une chèvre rustique de petite taille. Les chèvres ont longtemps été le parent pauvre de l'élevage et seules les plus résistantes ont supporté une nutrition de qualité médiocre, peu de soins et un abri précaire. La chèvre était un animal familial, ses produits (lait, viande, cuir) n'étant pas destinés à la vente. Au début du XXe siècle, des éleveurs importent des chèvre angora pour leur laine, puis des chèvres laitières pour la production naissante de fromage de chèvre. Quelques métissages eurent lieu avec les chèvres espagnoles, contribuant encore à diversifier l'apparence. Quelques éleveurs ont sélectionné les mâles les plus grands et ont introduit quelques mâles de race nubienne pour améliorer la taille et la production laitière des chèvres. Ils ont fait de cette race une race bouchère efficace.

Elle est aujourd'hui élevée essentiellement aux États-Unis et au Canada.

## Morphologie
Ce sont des chèvres sans standard de couleur. Le métissage a créé une grande variété de robes. Les deux sexes sont cornus. Les oreilles pendent, héritage de la race nubienne mais elles sont de plus petite taille. 
Certains individus possèdent du cachemire sous leur poil hivernal. Cette caractéristique augmente la rusticité en élevage de plein air ou en climat froid comme au Canada.

## Sources